# Jørgen Brahe (landsdommer)
 Der er flere personer med dette navn, se Jørgen Brahe.
Jørgen Brahe (26. januar 1662 på Hvedholm – 16./17. januar 1716 i Odense) var en dansk godsejer og landsdommer.
Han var søn af Preben Brahe (1627-1708) til Hvedholm og Susanne Gøye, blev etatsråd og landsdommer på Fyn. I 1700 blev han beskikket til medlem af Højesteret.
27. november 1688 ægtede han Anne Helvig Thott (20. juli 1669 på Trollenäs – 23. juni 1741), datter af Knud Thott og Sophie Brahe.